# Phare d'Adra
Le Phare de Adra est un phare situé proche de la localité d'Adra, dans la province d'Almería en Andalousie (Espagne).
Il est géré par l'autorité portuaire d'Almería.

## Histoire
Le phare actuel, construit en 1986, est le troisième à avoir été édifié près de la ville d'Adra. Le premier a été emporté par l'érosion et la tempête, et le second n'était pas assez grand pour le distinguer des lumières de la ville et fut remplacé par la tour actuelle.
Le premier projet d'Antonio Molina, dont la construction remonte à 1861, visait à fournir une balise au port d'Adra. Sa proposition a été rejetée, et une tour de bois de 13 mètres de haut a été construite à l'est de la ville, par l'ancienne embouchure de la rivière Adra. Il est devenu opérationnel en 1883, mais le site a été vite sapé par l'érosion, et en 1896 il a été détruit par une tempête.
Un deuxième phare a ensuite été construit plus près de la ville en 1899. D'une construction similaire à celle d'autres phares espagnols du 19e siècle, il avait une lanterne sur une petite tour de 6 mètres de haut attenante à l'arrière d'une maison de gardien de plain-pied. La croissance de la ville, qui comprenait la construction d'un port en 1910, a commencé à causer des problèmes pour distinguer la lumière du phare de celles des bâtiments environnants.
Le phare actuel a été construit sur un petit promontoire sur le côté ouest de la ville en 1986, et se compose d'une tour en béton de 26 mètres de haut, avec des galeries jumelles et une lanterne. La tour est peinte en blanc avec quatre bandes horizontales rouges. Avec une hauteur focale de 49 mètres au-dessus de la mer, sa lumière peut être vue pour 16 milles marins (23 km), et a une caractéristique de trois flashs de lumière blanche toutes les dix secondes et demi.
Identifiant : ARLHS : SPA-068 ; ES-22050 - Amirauté : E0088 - NGA : 4424 .

### Lien connexe
- Liste des phares d'Espagne